# Андалусія (Іллінойс)
Андалусія (англ. Andalusia) — селище (англ. village) в США, в окрузі Рок-Айленд штату Іллінойс. Населення — 1184 особи (2020).

## Географія
Андалусія розташована за координатами 41°26′8″ пн. ш. 90°42′56″ зх. д. / 41.43556° пн. ш. 90.71556° зх. д. (41.435618, -90.715615).  За даними Бюро перепису населення США в 2010 році селище мало площу 3,07 км², з яких 3,07 км² — суходіл та 0,00 км² — водойми.

## Демографія
Згідно з переписом 2010 року, у селищі мешкало 1178 осіб у 456 домогосподарствах у складі 347 родин. Густота населення становила 384 особи/км².  Було 464 помешкання (151/км²).
Расовий склад населення:
| - 97,8 % — білих - 0,7 % — чорних або афроамериканців - 0,3 % — азіатів |

До двох чи більше рас належало 0,8 %. Частка іспаномовних становила 2,0 % від усіх жителів.
За віковим діапазоном населення розподілялося таким чином: 22,8 % — особи молодші 18 років, 63,7 % — особи у віці 18—64 років, 13,5 % — особи у віці 65 років та старші. Медіана віку мешканця становила 41,2 року. На 100 осіб жіночої статі у селищі припадало 101,7 чоловіків;  на 100 жінок у віці від 18 років та старших — 97,4 чоловіків також старших 18 років.
Середній дохід на одне домашнє господарство  становив 75 636 доларів США (медіана — 65 637), а середній дохід на одну сім'ю — 78 880 доларів (медіана — 66 230). За межею бідності перебувало 6,3 % осіб, у тому числі 12,5 % дітей у віці до 18 років та 0,0 % осіб у віці 65 років та старших.
Цивільне працевлаштоване населення становило 774 особи. Основні галузі зайнятості: виробництво — 15,2 %, будівництво — 14,6 %, мистецтво, розваги та відпочинок — 12,7 %, освіта, охорона здоров'я та соціальна допомога — 11,4 %.